# 寬翅蕨盲蝽
寬翅蕨盲蝽（学名：Bryocoris (Cobalorrhynchus）为盲蝽科蕨盲蝽屬下的一个种。